# ابراهیم بن فاید
سیدی بوسحاقی (درگذشت ۸۵۷ق) از فقیهان مذهب مالکی و محدث جزایری بود. نام و نسب او «ابراهیم بن فاید بن موسی بن علال زواوی» مشهور به زواوی، گزارش شده‌است.

## آثار
- تفسیر الزواوی.[۵][۶]
- نظم قواعد الإعراب لابن هشام.[۷][۸]
- تحفة المشتاق فی شرح مختصر خلیل.[۹][۱۰]
- تسهیل السبیل لمقتطف أزهار روض خلیل.[۱۱]
- تلخیص التلخیص.[۱۲]
- شرح ألفیة ابن مالک.[۱۳]
- فیض النیل.[۱۴]
- حاشیة الشامل فی فقه الإمام مالک.[۱۵]